# Рева Андрій Григорович
Андрій Григорович Рева (1885, Дворічанська волость — 1 квітня 1921, Ольгопіль) — учасник Першої світової війни, офіцер військового часу Російської імператорської армії (штабскапітан). Учасник громадянської війни на боці РРФСР, начальник дивізії.

## Біографія
Народився у селянській сім'ї. Закінчив художнє училище у Харкові, працював художником-декоратором.
Під час першої пролетарської революції 1905—1907 років у Росії був близький до партії есерів. 1907 року, за антиурядову агітацію серед солдатів, був заарештований і висланий з Харкова.
Учасник Першої світової війни.
У січні 1915 року Рева був мобілізований до Російської імператорської армії. Закінчив школу прапорщиків, потім, у чині прапорщика, призначений до 3-ї маршової запасної бригади, невдовзі переведений у 2-й Фінляндський стрілецький полк, у складі якого брав участь у бойових діях. Командував ротою, 1916 року був начальником полкової команди піших розвідників. Дослужився до штабс-капітана (зі старшинством з 11.12.1916).
Після Лютневої революції обраний членом полкового комітету та заступником голови комітету 1-ї Фінляндської стрілецької дивізії. Член ВКП(б) із 1917 року.
У серпні 1917 року штабс-капітан Рева був переведений до 189-го запасного піхотного полку, розквартированого в Мценську, на посаду начальника навчальної команди.
Після Жовтневої революції став одним із перших організаторів Радянської влади в Мценському повіті. Перший голова Виконавчого Комітету, Революційного Комітету; Повітовий військовий комісар.
У березні 1918 року брав першочергову участь у формуванні та подальшому командуванні 6-го Мценського піхотного полку Червоної Армії РРФСР.
У липні 1918 року полк у складі Інзенської дивізії був направлений на Східний фронт. Брав участь у бойових діях проти білогвардійців — прихильників КОМУЧу — та військ Чехословацького корпусу. Відзначився в боях за місто Сизрань, захопивши вдалим обхідним маневром станцію Балашейка, відрізавши шлях бронепоїзду ворога. У складі дивізії, що просувалася з боями, брав участь у звільненні міста Самари.
З 1919 Інзенська дивізія була переведена на Південний фронт, в район Дону, де була передана до складу 8-ї армії РСЧА. Рева — командир бригади дивізії.
З 03.08.1919 по 06.02.1921 Рева А. Г. — начальник 12-ї стрілецької дивізії.
У 1919 році 12-а стрілецька дивізія під командуванням Реви А. Г. у складі 8-ї армії РСЧА діяла на Південному фронті червоних. Спочатку вела оборонні бої проти військ Денікіна, потім брала участь в осінньому контрнаступі військ Південного фронту. У складі 1-ї Кінної армії Будьонного вела бої за Донеччину, у лютому-березні 1920 — за Кубань.
З квітня 1920 року дивізія під командуванням Реви у складі 4-ї армії РСЧА брала участь у радянсько-польській війні 1920 року. Під час Варшавської битви війська 4-ї армії опинилися у тяжкому становищі. Ведучи виснажливі бої в оточенні, 12-а стрілецька дивізія проривалася на схід. У районі Кольно її частини опинилися під жорстким ударом бронепоїзда ворога, в результаті два її полки та дві батареї перейшли кордон Східної Пруссії і там інтернувались. Інші частини дивізії у складі 6-ти полків у наступних боях прорвали кільце оточення в районі Августова та біля Гродно.
У вересні 1920 року дивізія, що відновила боєздатність, була перекинута з Петрограда на Південний фронт, проти Врангеля. Надалі брала участь у боротьбі з повстанськими формуваннями петлюрівців, які продовжували вести партизанську війну з частинами Червоної Армії. Штаб дивізії дислокувався у повітовому містечку Ольгопіль Подільської губернії. Рева — начальник прикордонної дивізії військ ВЧК України та Криму, створеної у лютому 1921 року шляхом переформування 12-ї стрілецької дивізії.
Загинув Андрій Григорович Рева в ніч на 2 квітня 1921 року при відбитті раптового нападу петлюрівців на червоноармійський гарнізон і штаб дивізії. Похований у Ольгополі (Чечельницький район, Вінницька область, Україна). На могилі Реви А. Г. встановлено гранітний пам'ятник.

## Нагороди
- Орден Святого Володимира IV ступеня з мечами та бантом (1916)

## Пам'ять
- У Мценську Андрію Григоровичу Реві встановлено погруддя-пам'ятник[13], а також одна з вулиць міста названа його ім'ям[14].
- У Ольгополі ім'ям Реви було названо вулицю.